# جهاز اتصال البيانات
معدات البيانات الطرفية أو دي سي إي دي سي إي (بالإنجليزية: Data circuit-terminating equipment)‏، وتسمى أيضاً أداة تواصل البيانات (data communications equipment) وأداة حمل البيانات (data carrier equipment). هي أجهزة لها علاقة بالاتصالات، يصل بين جهتي اتصال مثل المودم، حيث تتوضّع بين دي تي إي ودائرة بث البيانات (data transmission circuit).
في محطة البيانات يقوم الـ دي سي إي بتطبيق توابع من تحويل الإشارات – ترميزها - نبضات ساعة. والقاعدة العامة هي أن الــ دي سي إي يولد نبضات ساعة والـ دي تي إي يتزامن مع نبضات الساعة، إن الـ دي سي إي يتضمن عناصر توقيت من أجل تزويد الـ دي تي إي مع أي إشارة جهاز إرسال مطلوب ومع
أي جهاز استقبال مطلوب حيث أن عناصر التوقيت تتضمن معالجة العناصر من أجل حساب قيمة المتتالية الرقميّة.
في البداية كانت الـ دي تي إي وحدة فرعية أو آلة طباعة ولكن اليوم أصبحت الـ دي تي إي هي الحاسب أو وسيلة وصل أو الموجّة الذي يربط شبكات المناطق المحلية. ويجهز ال دي سي إي الاتصال للـ دي تي إي إلى شبكة الاتصالات وبالعكس (من جهة الاتصالات إلى الـ دي تي إي).
يتم توفير الخدمات المقدّمة للمعدات دي تي إي من خلال المودم أو وحدة CSU/DSU. فعندما تكون خطوط الهاتف التماثلية هي وسيلة الاتصال تكون الـ دي سي إي المودم بينما عندما تكون وسيلة الاتصال هي الخطوط الرقمية تكون الـ دي سي إي هي وحدة استقبال قناة/ وحدة استقبال البيانات. الـ دي سي إي /دي تي إي أجهزة ترسل وتستقبل البيانات على أسلاك منفصلة والتي تنتهي ب 25 دبوس. يرسل الـ دي تي إي عادة على الدبوس رقم 2 ويستقبل على الدبوس رقم 3. أما الـ دي سي إي بالعكس تماماً فهو يرسل على الدبوس رقم 3 ويستقبل على الدبوس رقم 2.
تصف الطبقة الفيزيائية في شبكات المناطق الواسعة الواجهة بين دي تي إي ودي سي إي. عادة الـ دي سي إي هي مزود الخدمة والـ دي تي إي هي الجهاز الموصول. تأتي أغلب الأدوات القياسية العامة المشتركة لأجهزة دي تي إي/دي سي إي من EIA هي RS-232-C وRS-232-Dهذه الأدوات القياسية تماثل المقياس V.24 من CCITT. من الأدوات القياسية الأخرى للـ دي تي إي/دي سي إي هي RS-366-A والذي يماثل من CCITT والمقياس X.20 ، X.21 ، V.35 .
على الرغم أن ما يذكر دائماً هو RS-232 لكن هناك العديد من الأدوات القياسية لتبادل المعلومات بين الـ دي تي إي والـ دي سي إي مثل :
- Federal Standard 1037C, MIL-STD-188
- RS-232
- Certain ITU-T standards in the V series (notably V.24 and V.35)
- Certain ITU-T standards in the X series (notably X.21 and X.25)

هناك إشارات تحكمية بين الـ دي سي إي والـ دي تي إي حيث أن الـ دي سي إي هي جميع الأجهزة المساعدة في نقل المعلومات التسلسلية مثل مودم أو وصلة تسلسلية تصدر الإشارات التحكمية من IC الموجودة على MB والمسؤولة عن الـ com تصل هذه الإشارات عن طريق الـ pin من الـ pins الموجودة على الـ com.
والاشارت التي ترسل من قبل الـ دي سي إي إلى الـ دي تي إي هي: DSR ، CD، CTS، RD
- DSR (Data Set Ready): هو اختبار ذاتي لعناصر المودم وهذه الإشارة تنطلق من المودم للحاسب، يضع المودم هذا الخط على الواحد عندما يكون قد قام بإنشاء رابطة بنجاح مع الطرف الآخر. أي أنه ينبه الحاسب (دي تي إي) أن المودم (دي سي إي) أصبح جاهزاً لارسال المعطيات.
- CD (Carrier Detect) : يتم إرسال هذه الإشارة من المودم وتعبّر عن أن المودم جهّز الإشارة الحاملة. يخبر المودم (دي سي إي) عن طريقها الحاسب (دي تي إي) بوجود حامل إشارة صالح على الخط الهاتفي (دون الضرورة لأن يكون هناك اتصال أو رابطة مقابلة سلفاً).
- CTS (Clear to Send) : تخبر الحاسب أن المودم جاهز للاستقبال. يضع المودم هذا الخط على الواحد عندما يكون جاهز لاستقبال المعطيات.
- RD (Receive Data) : وهي مسؤولة عن الاستقبال وهو خط استقبال المعطيات.